# Rhododendron datiandingense
Rhododendron datiandingense là một loài thực vật có hoa trong họ Thạch nam. Loài này được Z.J. Feng miêu tả khoa học đầu tiên năm 1996.